# Johan Agerwall
Johan Arvidsson Agerwall, död 17 juli 1711 mellan Linköping och Söderköping, var en svensk orgelbyggare. Hans efternamn stavades ibland Aggerwaldh. Han var även klavermakare.

## Biografi
Han var Linköpings stifts mest framträdande orgelbyggare från 1690-talets senare del fram till sin död 1711. Agerwall hade sin verkstad i Söderköping från 1696 och var innan dess troligtvis bosatt i Norrköping. Agerwall var troligen lärodräng 1691 hos orgelbyggaren Jörgen Jacobsson Hÿm, Norrköping, vars verksamhet han tog över i slutet av 1690-talet. Han utförde många reparationer och byggde flera mindre orgelverk i Linköpings stift. Agerwall avled 17 juli 1711 på vägen mellan Linköping och Söderköping. Han begravdes dagen efter den 18 juli. Bouppteckningen efter honom skedde 31 januari 1712 i Söderköpings rådhusrätt och magistrat.
Den enda bevarade orgeln finns idag i Folkström, som tidigare stod i Linköping S:t Lars.

### Klaverinstrument
1692 skulle han bli färdig med några klaverinstrument innan julen.

### Gesäller
1704 - Johan Vulf. Han var gesäll hos Agerwall.

### Bostad
Agerwall var före 1696 troligtvis bosatt i Norrköping. Han flyttade omkring 1697 till Söderköping. Han var från 1701 bosatt på Hospitalskvarteret i Söderköping. Han bodde från 1708 på Hagakvarteret i Söderköping fram till sin död.

### Familj
Agerwall gifte sig med en hustru (död 1701–1703). De fick tillsammans barnen Giöstaf (1697–1697) Catharina Maria (född 1698), Arfvid (1701–1711) och Adolf (död 1711). Agerwald hade en broder vid namn Anders Arvidsson.

## Lista över orglar
| År        | Kyrka              | Stift      | Manualer | Pedal | Stämmor | Bevarad orgel/fasad | Övrigt |
| --------- | ------------------ | ---------- | -------- | ----- | ------- | ------------------- | --- |
| 1696      | Tåby               | Linköpings |          |       |         | Nej/Nej             | Orgeln utökades 1753 till 6 stämmor. En ny orgel byggdes 1847 av Sven Nordström, Norra Solberga. |
| 1700      | Linköping S:t Lars | Linköpings |          |       | 6       | Ja/Ja               | 1699 tycket domprosten Olof Langelius att församlingen skulle köpa in ett litet orgelverk. Orgelbyggargesällen Olof Hedlund förbättrade och lagade bälgarna, stämmorna och pipor på orgeln 1732. Orgeln byggdes om 1741 av Jonas Wistenius, Linköping. Orgeln flyttades 1767 till Vinnerstads kyrka. 1823 reparerades orgeln av Carl Rylander, Linköping. 1845 reparerades orgeln av Becker. Orgeln såldes 1870 på en auktion. Den köptes av brukspatron Per August Wassrin som samma år skänkte den till Folkströms kapell. Där den sattes upp av Anders Peter Kullbom. Orgeln reparerades och restaurerades 1953 av Bröderna Moberg, Sandviken. 1984 reparerades orgeln av A Magnussons Orgelbyggeri AB, Mölnlycke. |
| 1702      | Kullerstad         | Linköpings |          |       |         | Nej/Nej             | På Sockenstämman den 6 december 1701 föreslog Gudmund Andersson att ett orgelverk skulle byggas i kyrkan. Man beslöt då att skriva kontrakt med Agerwall i Söderköping. Orgeln byggdes tillsammans med Agerwalls gesäll. 1705 utförde Agerwall ett arbete på orgeln. 1706 målades orgeln och stolarna i kyrkan. En ny orgel byggdes 1869 av Åkerman & Lund, Stockholm. |
| 1703      | Rystad             | Linköpings |          |       | 6       | Nej/Nej             | Den gamla orgel byttes 1703 mot en ny av Agerwall för 400 daler. Orgeln var omkring 1773 förlorad. En ny orgel byggdes 1783 av Pehr Schiörlin, Linköping. |
| 1704      | Åtvids gamla kyrka | Linköpings |          |       |         | Nej/Nej             | [ 22 ] |
| 1705–1708 | Skedevi            | Linköpings |          |       |         | Nej/Nej             | Orgelläktaren byggdes av Bengt snickare. Orgeln kostade 426. En ny orgel byggdes 1754 av Gustaf Lagergren, Östra Husby. |
| 1707      | Hagebyhöga         | Linköpings |          |       | 6       | Nej/Nej             | Orgeln blev färdig den 29 maj 1707 och kostade 450 daler kopparmynt. Han arbetade med orgeln i 14 veckor och bodde då hos kyrkoherden Nicolaus Lithelius änka Maria Olofsdotter. Prosten Samuel Pontinus närvarade vid invigningen. 1734 lagades orgeln av Carl Björling, Kristberg. En ny orgel byggdes 1886 av Carl Elfström, Ljungby. |
|           | Rönö kyrka (?)     | Linköpings |          |       |         | Nej/Nej             | |
|           | Drothems kyrka (?) | Linköpings |          |       | 5       | Nej/Nej             | |

### Reparationer
| År        | Kyrka                              | Stift      | Manualer | Pedal        | Stämmor | Övrigt |
| --------- | ---------------------------------- | ---------- | -------- | ------------ | ------- | --- |
| 1700      | Sankt Laurentii kyrka, Söderköping | Linköpings | 2        | Självständig | 19      | Agerwall byggde omkring 1700 till pedalen på orgeln. Orgeln är från ett kloster i Polen och skänktes omkring 1573 till kyrkan av Carl Gera. Orgeln renoverades 1767 av Mattias Swahlberg den yngre. Orgeln hade 4 bälgar. |
| 1700      | Löts kyrka, Östergötland           | Linköpings |          |              |         | Agerwall renoverar orgeln. |
| 1701–1702 | Landeryds kyrka                    | Linköpings |          |              |         | Mellan 1701 och 1702 satte Agerwall in en ny stämma i orgeln. Orgeln approberades av organisten Johan Höckbom, Linköping. Orgeln reparerades 22 juli 1711 av Agerwall. Mellan 1735 och 1736 reparerades.                  |
| 1705      | Västerlösa kyrka                   | Linköpings |          |              |         | Agerwall reparerade orgeln. |
| 1706      | Dagsbergs kyrka                    | Linköpings |          |              |         | Agerwall reparerade troligtvis orgeln. 1710 lagar han orgelbälgarna. |
| 1707      | Stora Åby kyrka                    | Linköpings |          |              |         | Agerwall stämde och rensade orgeln. |
| 1708      | Östra Skrukeby kyrka               | Linköpings |          |              |         | Agerwall stämning och nytt skinn på bälgarna. |